# Hyleorus furcatus
Hyleorus furcatus är en tvåvingeart som beskrevs av Aldrich 1926. Hyleorus furcatus ingår i släktet Hyleorus och familjen parasitflugor. Inga underarter finns listade i Catalogue of Life.